# سادي فورمان
سادي فورمان (1929 - 11 ديسمبر 2014) هي مُدرسة من جنوب أفريقيا، عملت كأمينة لمكتبة وناشطة ضد نظام الفصل العنصري.

## حياتها المبكرة
سادي كريل من مدينة جوهانسبرغ، ابنة الكاتب بونيم آيدل كريل، مهاجر يهودي من روكيسكيس، وكان والدها شاعرًا وكاتبًا باللغة اليديشية.

## الحياة المهنية
كانت سادي فورمان وزوجها ليونيل أعضاء ناشطين في الحزب الشيوعي في جنوب إفريقيا. تم القبض على ليونيل بتهمة الخيانة في عام 1956. وكانت زوجته سادي تخضع لقيود صارمة، بموجب أمر حظرها ، لم يُسمح لها بالذهاب بعيداً عن منزلها، أو دخول المصانع أو المدارس ، أو العمل حول أشخاص آخرين. كان عليها العمل كمدقق لغوي خلال هذا الوقت لكسب العيش.
في عام 1969 حصلت على تصريح خروج وغادرت جنوب أفريقيا مع أطفالها الثلاثة. عملت كمدرسة في لندن. وفي عام 1996 عادت للعيش في جنوب أفريقيا، واستقرت في فورت هير، حيث تطوعت في المكتبة في جامعة فورت هير، حيث عملت علي أرشفة أوراق المؤتمر الوطني الأفريقي. في عام 2012 ، اعترفت الجامعة بمساهمتها وتم تقديرها باعطائها الدكتوراه الفخرية.
شاركت في كتابة نسخة من كتابات زوجها مع أندريه أوديندال ، الذي نُشر في عام 1992. كما كتبت سيرة زوجها بعنوان: ليونيل فورمان: حياة قصيرة للغاية (2008). 

## حياتها الشخصية
تزوجت سادي بالكاتب ليونيل فورمان ، حيث كان طفلًا من المهاجرين اليهود في عام 1952.
كان لديهم ثلاثة أطفال ، كارل ، فرانك وسارة ، ولدوا قبل وفاة ليونيل في عام 1959، وقتها كان يبلغ من العمر 32 عامًا،جراء مضاعفات عقب جراحة القلب التي أجراها كريستيان برنارد..  وفي عام 2007 انتقلت إلى لندن من أجل صحتها ، وأن تكون بالقرب من أطفالها. توفيت سادي فورمان في عام 2014 ، عن عمر يناهز 85 عامًا ، في إنجلترا.